# Collinsville (Texas)
Collinsville es un pueblo ubicado en el condado de Grayson en el estado estadounidense de Texas. En el Censo de 2010 tenía una población de 1.624 habitantes y una densidad poblacional de 675,68 personas por km².

## Geografía
Collinsville se encuentra ubicado en las coordenadas 33°33′33″N 96°54′27″O / 33.55917, -96.90750. Según la Oficina del Censo de los Estados Unidos, Collinsville tiene una superficie total de 2.4 km², de la cual 2.4 km² corresponden a tierra firme y (0%) 0 km² es agua.

## Demografía
Según el censo de 2010, había 1.624 personas residiendo en Collinsville. La densidad de población era de 675,68 hab./km². De los 1.624 habitantes, Collinsville estaba compuesto por el 92.92% blancos, el 0.86% eran afroamericanos, el 0.49% eran amerindios, el 0.49% eran asiáticos, el 0% eran isleños del Pacífico, el 3.45% eran de otras razas y el 1.79% pertenecían a dos o más razas. Del total de la población el 6.22% eran hispanos o latinos de cualquier raza.